# الانسيابية البيولوجية
علم الجريان والانسيابية:هي مجلة علمية في مجال علم (biorehology) القائمة على دراسة خصائص التدفق (rehology) للسوائل البيولوجية وتم نشرها بواسطة iso press(هو بيت النشر الواقع في امستردام في بريطانيا تقوم بنشر كل ما يتعلق بمجال العلوم والطب ) وتقوم هذه المنظمة بالنشر بشكل ربع سنوي منذ 2018 وتأسست على يد المحررين : سكوت بيلير وكوبلي عام 1962 ويتم تحريره حاليا بواسطة هيربيرت (جامعة ولاية بنسلفانيا) و برين (المعهد الأسترالي للصحة الاستوائية والطب)